# Лілія Маравіля
Лілія Маравіля (болг. Лилия Маравиля; *18 січня 1969, Варна, НРБ) — болгарська театральна та кіноакторка.

## Біографія
Лілія Маравіля народилася 18 січня 1969 року у Варні. Закінчила Національну академію театрального і кіномистецтва «Крастьо Сарафов».

## Фільмографія
- Камера-Завіса (2002)
- Love.net (2011)